# Mitsuko Horie
Mitsuko Horie (Yamato, 8 de Março de 1957) é uma dubladora e cantora japonesa. Ela interpretou  várias personagens de animes ao longo de sua carreira, Hilda de Polares em Os Cavaleiros do Zodíaco a Sailor Galaxia em Sailor Moon  e Remi na Nippon Animation World Masterpiece Theater série Remi, menina de ninguém . Ela também é parte do painel de julgamento no Animax Anison Grand Prix , com outros cantores de anime Ichirou Mizuki e Yumi Matsuzawa . [2][3] Como uma atriz de voz, ela está ligada à Aoni Production .
Mitsuko ficou famosa no Brasil após cantar algumas músicas da trilha-sonora do animê Os Cavaleiros do Zodíaco. Inclusive, visitou o país em 2009 participando do Nihon no Matsuri, em Belém; e do Fest Comix em São Paulo.
Vale ressaltar que já era conhecida do público pelos animes Candy Candy (record) e angel a menina das flores (SBT)

## Discografia
| Ano  | Trabalho       |
| ---- | -------------- |
| 1980 | Emotion        |
| 1981 | IMAGE          |
| 1983 | Ready Madonna  |
| 1984 | WEEKEND        |
| 1986 | SING IT!       |
| 1988 | Uta no Ayumi 1 |
| 1988 | Uta no Ayumi 2 |
| 1989 | Uta no Ayumi 3 |
| 1989 | Uta no Ayumi 4 |
| 1990 | Uta no Ayumi 5 |

### Singles

#### Song of Seiya: Lullaby
Este single foi lançado em 1988.
1. "Lullaby"
2. "Friends in the Sky"
3. "Final Soldier"
4. "Beautiful Child"